# أنشودة الشباب
أنشودة الشباب (بالصينية: 青春之歌) رواية للروائية الرائدة الصينية يانغ مو، صدرت في العام 1958، وتعدّ من أشهر الروايات الصينية وأولَّ رواية ممتازة في تاريخ الأدب الصيني المعاصر التي تُعبّر عن الحركة الطُلابية الوطنية الصينية تحت قيادة الحزب الشيوعي الصيني. تُغطّي الرواية الفترة التاريخية ما بين عامي 1931-1935، بسرد حادثتي 18 سبتمبر و9 ديسمبر الشهيرتين والمسيرة الطلابية لطلاب جامعة بكين تحت قيادة الحزب الشيوعي. قُدِّرت مبيعات الطبعة الأولى من الرواية بحوالي 1,21 مليون نسخة، وبلغت مبيعات الرواية في العامين الذين تليا صدورها حوالي أربع إلى خمس ملايين نسخة. وقد تُرجمت الرواية إلى العربية، الروسية، الإنجليزية، الفرنسية، اليابانية، الفيتنامية، الكورية،  اليونانية، الألمانية، الإندونيسية، البلغارية، الألبانية، المنغولية، الأوكرانية، الإسبرانتو والتبتية. وفي العام 1959، أنتج استوديو بكين السينمائي فيلمًا مقتبسًا عن الرواية حمل نفس الاسم.